# Station Nitznow
Station Nitznow is een spoorwegstation in de Poolse plaats Niczonów. Voor 1945 lag deze plaats in Duitsland en heette Nitznow.
De spoorlijn van Wysoka Kamieńska (Wietstock (Pommern)) naar Trzebiatów (Treptow (Rega)) is in 1945 door het Rode Leger ontmanteld.